# 2033
2033 (MMXXXIII) va fi un an obișnuit al calendarului gregorian, care va începe într-o zi de sâmbătă.

## Evenimente
Se împlinesc 2000 de ani de la evenimentele creștine primordiale.(Răstignirea și Învierea lui Isus din Nazaret)